# Catshead (manzana)
Catshead es el nombre de una variedad cultivar de manzano (Malus domestica).
Variedad de manzana procedente de una plántula, desarrollada posiblemente de semillas de la progenie de la variedad Lord Derby y de fuente de polen variedad Desconocida. Originado en Inglaterra y conocido en el siglo XVII. Una manzana claramente angulosa y algo fea. Las frutas son de textura gruesa y bastante secas con un sabor subácido.

## Sinonimia
- "Cat’s Head",
- "Cathead Greening",
- "Catshead Greening",
- "Catshead Round",
- "Coustard",
- "Duke of York",
- "Green Codlin",
- "Green Costard",
- "Green Leadington",
- "Grenadier",
- "Herefordshire Goose",
- "Leadington",
- "Leadington Green",
- "Leadington Monstrous",
- "Loggerhead",
- "Monstrous",
- "Monstrous Leadington",
- "Round Catshead",
- "Royal Costard",
- "Stock Leadington",
- "Stoke Leadington",
- "Tankard",
- "Terwin’s Goliath".

## Historia
'Catshead' es una variedad de manzana procedente de una plántula, posiblemente de semillas de variedad de la progenie de la variedad Lord Derby como Parental-Madre, y de fuente de polen como Parental-Padre de variedad Desconocida. El primer registro de esta manzana es del área de Sussex en Inglaterra, es del botánico John Parkinson en 1629.
'Catshead' se cultiva en la National Fruit Collection con el número de accesión: 1927-027 y nombre de accesión: Catshead.

## Características
'Catshead' es un árbol portador de espuelas, con porte esparcido compacto y vertical. Tiene un tiempo de floración que comienza a partir del 6 de mayo con el 10% de floración, para el 11 de mayo tiene una floración completa (80%), y para el 19 de mayo tiene un 90% de caída de pétalos.
'Catshead' tiene una talla de fruto de grande a muy grande; forma amplia globoso cónica, y de forma irregular, que les da una apariencia fea, con altura 85.47mm y anchura 86.12mm; con nervaduras fuertes, y corona de media a fuerte; epidermis con color de fondo verde pálida, importancia del sobre color muy bajo, con color del sobre color lavado rojizo, con sobre color patrón chapas, presentando manchas ruborizada de color marrón en la cara expuesta al sol, la piel se siente grasosa, "russeting" (pardeamiento áspero superficial que presentan algunas variedades) ausente a muy bajo; cáliz grande y abierto, colocado en una cubeta de forma irregular; pedúnculo corto y delgado, colocado en una cavidad profunda y estrecha; carne de color blanco, de textura gruesa, jugosa, suave. Sabor fuerte con un sabor ligeramente perfumado.
Su tiempo de recogida de cosecha se inicia a principios de octubre. Se conserva bien durante cuatro meses en habitación fresca.

## Progenie
'Catshead' es el Parental-Madre de la variedades cultivares de manzana:
- Peasgood's Nonsuch
- Lord Derby
- Lord Derby Spur Type

## Usos
De uso preferentemente en cocina, hace una salsa fuerte y firme. También es bueno para hacer anillos de manzana seca.

## Ploidismo
Diploide, parcialmente autofértil. Para una mejor cosecha es necesaria una polinización con variedades del Grupo de polinización: D, Día 15.